# 岩国郵便局
岩国郵便局（いわくにゆうびんきょく）は、山口県岩国市にある郵便局。民営化前の分類では集配普通郵便局であった。

## 概要
住所：〒740-8799 山口県岩国市麻里布町2-6-8

### 併設施設
- ゆうちょ銀行岩国店（広島支店岩国出張所）：取扱店番号550720

### 出張所（局外ATM）
民営化以前は以下の場所に出張所としてATMを設置していた。現在も同じ場所にATMがあるが、管理はゆうちょ銀行広島支店となっている。
- 国立病院機構岩国医療センター内出張所
- ゆめタウン南岩国出張所
- フジ南岩国店内出張所
- フジグラン岩国内出張所

## 沿革
- 1874年（明治7年）12月 - 室木（むろのき）郵便取扱所として開設[1]。
- 1875年（明治8年）1月1日 - 室木郵便局（五等）となる[1]。
- 1885年（明治18年）10月1日 - 貯金取扱を開始[1]。
- 1887年（明治20年）1月4日 - 室木村新港郵便局に改称[1]。
- 1890年（明治23年）4月1日 - 新港郵便局に改称[1]。
- 1904年（明治37年）9月25日 - 今津郵便局に改称。従来の今津郵便局は新港郵便局に改称[1]。
- 1941年（昭和16年）4月1日 - 岩国郵便局に改称。従来の岩国郵便局は岩国西郵便局に改称。
- 1956年（昭和31年）10月1日 - 電話通話および和文電報受付事務の取扱を開始[2]。
- 1992年（平成4年）8月3日 - 外国通貨の両替および旅行小切手の売買に関する業務取扱を開始。
- 2007年（平成19年）10月1日 - 民営化に伴い、併設された郵便事業岩国支店、ゆうちょ銀行岩国店に一部業務を移管。
- 2012年（平成24年）10月1日 - 日本郵便株式会社発足に伴い、郵便事業岩国支店を岩国郵便局に統合。
- 2018年（平成30年）2月12日 - 岩国西郵便局から集配業務を移管[3]。

## 取扱内容

### 岩国郵便局
- 郵便、印紙、ゆうパック、内容証明
- 生命保険、バイク自賠責保険、自動車保険、がん保険、引受条件緩和型医療保険
- 地方公共団体事務（岩国市バスカードの販売）
- 岩国市内の一部地域および玖珂郡和木町全域（〒740-00xx、740-85xx、740-86xx、740-87xx、741-00xx、741-85xx、741-86xx、741-87xx）の集配業務
- ゆうゆう窓口

### ゆうちょ銀行岩国店
- 貯金、貸付、為替、振替、振込、国際送金、外貨両替、国債、投資信託、変額年金保険
- ATM

## 周辺
- 岩国市役所
- 岩国総合庁舎
- シンフォニア岩国
- 岩国市民会館
- 岩国警察署
- 今津川

## アクセス
- JR山陽本線・岩徳線 岩国駅から徒歩約6分
- 岩国市営バス 三笠橋停留所下車
- 山陽自動車道 岩国ICから東へ約8.5km
- 国道188号沿い
- 駐車場あり：8台